# Top Model of the World 2004
Top Model of the World 2004 fue la 12.ª edición del certamen Top Model of the World, correspondiente al año 2004; la cual se llevó a cabo el 21 de noviembre en Ettlingen, Alemania. Candidatas de 34 países y territorios autónomos compitieron por el título. Al final del evento, Nihan Akkus, Top Model of the World 2003 de Turquía, coronó a Sun Na, de China, como su sucesora.

## Resultados
| Posiciones                  | Candidata |
| --------------------------- | --- |
| Top Model of the World 2004 | - China - Sun Na |
| Primera Finalista           | - Archivo:Flag of the East African Community.png África Oriental - Yordanos Teshager Bitew |
| Segunda Finalista           | - Serbia y Montenegro - Mirjana Gmitrović |
| Tercera Finalista           | - Alemania - Viktoria Stadtlander |
| Cuarta Finalista            | - Estonia - Irina Stikanova |
| Top 14                      | - Bolivia - Andrea Aliaga - Bosnia y Herzegovina - Natasa Dejanović - Estados Unidos - Brittany Mason - Etiopía - Tigist Mengistu - Polonia - Karolina Hoffmann - República Dominicana - Indhira Sofía Moquete - República Eslovaca - Zita Galgociova - Turquía - Sebnem Azade - Venezuela - Stephanie Shena Thomas Arthur |

## Premios especiales
| Premio                  | Candidata                                   |
| ----------------------- | ------------------------------------------- |
| Miss Fotogénica         | - Estonia - Irina Stikanova                 |
| Miss Simpatía           | - Francia - Alexandra Dumitru               |
| Mejor Traje Nacional    | - Venezuela - Stephanie Shena Thomas Arthur |
| Mejor en Traje de Noche | - Etiopía - Tigist Mengistu                 |
| Mejor Cuerpo            | - Serbia y Montenegro - Mirjana Gmitrović   |

## Candidatas
34 candidatas compitieron por el título:
(En la tabla se utiliza su nombre completo, los sobrenombres van entrecomillados y los apellidos utilizados como nombre artístico, entre paréntesis; fuera de ella se utilizan sus nombres «artísticos» o simplificados).
| País/Territorio                                                | Candidata                     |
| -------------------------------------------------------------- | ----------------------------- |
| Archivo:Flag of the East African Community.png África Oriental | Yordanos Teshager Bitew       |
| Alemania                                                       | Viktoria Stadtlander          |
| Antillas Mayores                                               | Ambar Stephanie Betances      |
| Australia                                                      | Isla Haddad                   |
| Benelux                                                        | Susanne Schuth                |
| Bolivia                                                        | Andrea Aliaga                 |
| Bosnia y Herzegovina                                           | Natasa Dejanović              |
| Brasil                                                         | Kátia Nayara Cardoso Pereira  |
| Canadá                                                         | Christine Lafleur             |
| China                                                          | Sun Na                        |
| Croacia                                                        | Sindi Dzepina                 |
| Estados Unidos                                                 | Brittany Mason                |
| Estonia                                                        | Irina Stikanova               |
| Etiopía                                                        | Tigist Mengistu               |
| Finlandia                                                      | Saara Hiivola                 |
| Francia                                                        | Alexandra Dumitru             |
| Hungría                                                        | Mariann Marton                |
| Inglaterra                                                     | Lindsay Ferguson              |
| Islas del Caribe                                               | Sheila Inoa                   |
| La Española                                                    | Liliana Alcántara             |
| Líbano                                                         | Manar Fouad Hamze             |
| Malasia                                                        | Sarah Gan Hui Chern           |
| Países Bajos                                                   | Tania Evelien Wolf            |
| Polonia                                                        | Karolina Hoffmann             |
| República Dominicana                                           | Indhira Sofía Moquete         |
| República Eslovaca                                             | Zita Galgociova               |
| Serbia y Montenegro                                            | Mirjana Gmitrović             |
| Singapur                                                       | Madeleine Cheong Siew Hong    |
| Sudamérica                                                     | María Eugenia Hernández Ereu  |
| Suiza                                                          | Rachida Betschart             |
| Tailandia                                                      | Fok Bachofer                  |
| Turquía                                                        | Sebnem Azade                  |
| Venezuela                                                      | Stephanie Shena Thomas Arthur |
| Vietnam                                                        | Nguyen Phung Ngoc Yen         |

## Datos acerca de las delegadas
- Algunas de las delegadas de Top Model of the World 2004 han participado en otros certámenes internacionales de importancia:
  - Yordanos Teshager Bitew (África Oriental) fue semifinalista en Miss Intercontinental 2004 representando a Etiopía.
  - Andrea Aliaga (Bolivia) participó sin éxito en Miss Intercontinental 2006.
  - Rachida Betschart (Suiza) participó sin éxito en Miss Intercontinental 2005 y Miss Turismo Mundo 2005.
  - Sebnem Azade (Turquía) fue semifinalista en Miss Internacional 2005.
  - Stephanie Shena Thomas Arthur (Venezuela) participó sin éxito en el Reinado Internacional del Café 2005 y primera finalista en Miss Model of the World 2007 representando a Trinidad y Tobago.

## Sobre los países en Top Model of the World 2004

### Naciones debutantes
| - Archivo:Flag of the East African Community.png África Oriental - Antillas Mayores - Australia - Benelux - Etiopía | - Islas del Caribe - La Española - Malasia - Sudamérica - Tailandia |

### Naciones que regresan a la competencia
Compitió por última vez en 1995:
- Singapur

Compitieron por última vez en 2000:
- Francia
- Suiza

Compitieron por última vez en 2002:
- Estados Unidos
- Estonia
- Finlandia
- Inglaterra
- República Eslovaca

### Naciones ausentes
| - Antigua y Barbuda - Argelia - Argentina - Bélgica - Bielorrusia - Chipre - Colombia - Costa Rica - Cuba - España - Grecia - Guatemala | - Haití - Kazajistán - Kenia - Letonia - Lituania - México - Noruega - Portugal - República Checa - Rusia - Tanzania |